# Tina Bachmann
Tina Bachmann, född 15 juli 1986 i Schmiedeberg, är en tysk skidskytt.
I Världsmästerskapen i skidskytte 2011 i Chanty-Mansijsk vann hon silver i damernas distanslopp över 15 km.

## Meriter
Världscupen:
- Världscuptävlingar: 1 seger

Världsmästerskap:
- Distans 15 km: 1 silver[1]